# Bianchi Tipo S

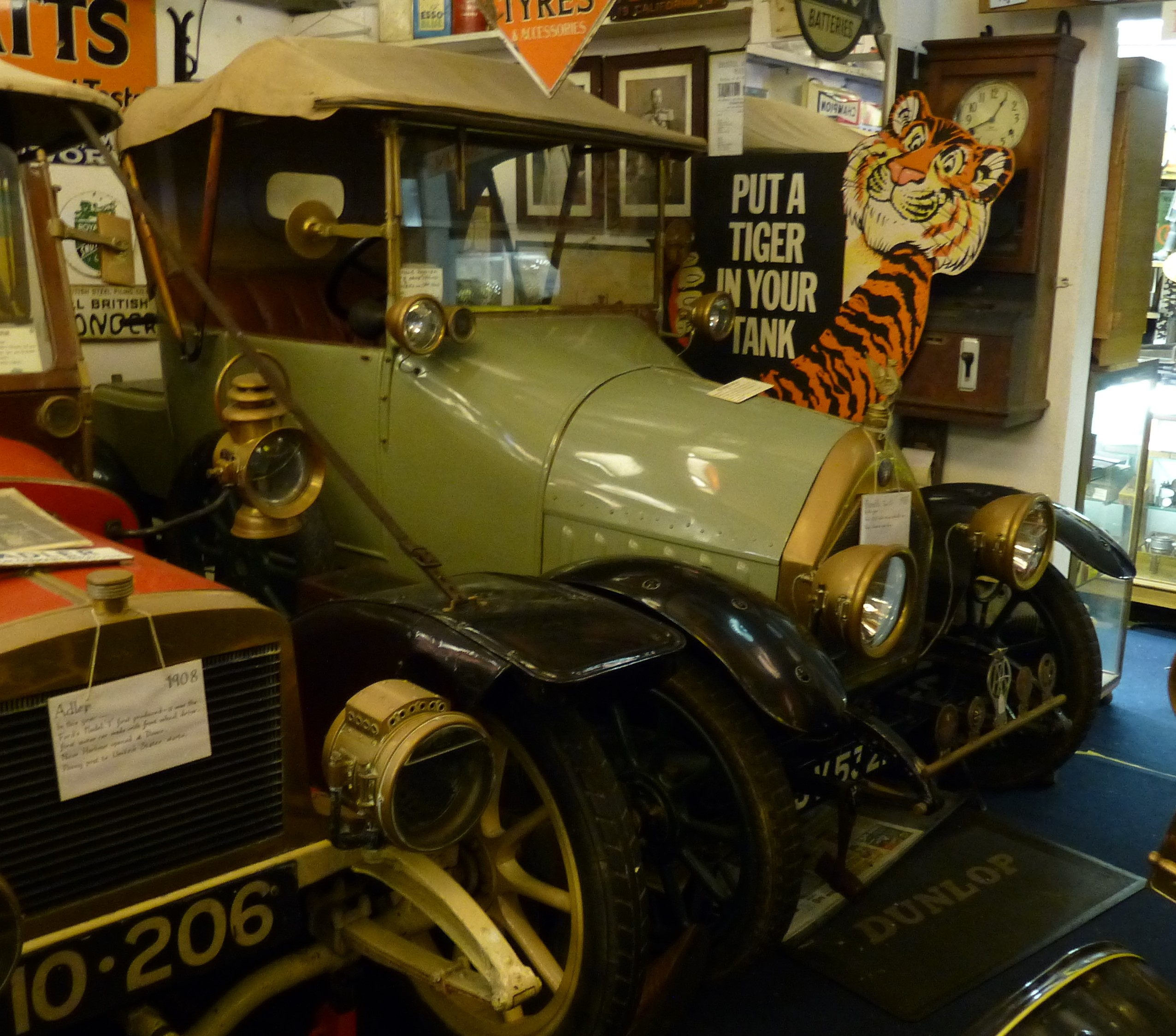
Bianchi Tipo S (1915)

Der Bianchi Tipo S ist ein Pkw-Modell. Hersteller war Bianchi aus Italien. Andere Bezeichnungen des Modells waren 8/12 HP, 10/12 HP und 12 HP.

## Beschreibung
Antonio Santoni, der vorher für Alfa tätig war, entwickelte ab 1913 das Modell. 1914 kam es auf den Markt. Es war kleiner als die anderen Fahrzeuge im Sortiment von Bianchi. Es sollte demzufolge die weniger wohlhabenden Käuferschichten ansprechen.
Das Fahrzeug hatte einen Vierzylinder-Monoblockmotor mit SV-Ventilsteuerung. 60 mm Bohrung und 110 mm Hub ergaben 1244 cm³ Hubraum. Bianchi gab 16 PS an. Eine andere Quelle nennt 20 PS. Das Fahrgestell hatte 240 cm Radstand und 130 cm Spurweite. Das Fahrzeug war 340 cm lang. Es gab nur eine Karosserieform, einen zweisitzigen Torpedo, und nur eine Farbe. Die erste Ausführung war äußerst spartanisch ausgestattet und kostete nur 5000 Lire. Hauptkonkurrent war der Fiat Zero, der allerdings einen größeren Motor mit 1846 cm³ Hubraum hatte, 8000 Lire kostete und viel erfolgreicher war. Die letzte Erwähnung war im Bianchi-Katalog von Silvester 1915.
Bianchi brachte mit dem Tipo S 1 ein besser ausgestattetes Modell heraus. Eine erhöhte Zylinderbohrung von 65 mm ergab 1460 cm³ Hubraum. Die Karosserie war weiterhin zweisitzig, ein Notsitz möglich.
Der italienische Katalog von 1919 zeigt einen viertürigen Tourenwagen. Im englischen Katalog von 1919 war ein Coupé abgebildet, bezeichnet als Tipo S 3.
In Großbritannien wurden Fahrzeuge mit den  kleineren Zylinderabmessungen 1915 als 10/12 HP und von 1916 bis 1917 als 12 HP angeboten, jeweils mit 8,9 RAC Horsepower eingestuft. Für 1917 und 1920 ist außerdem der größere Motor als 12 HP mit 10,4 RAC Horsepower überliefert.
Als Nachfolger erschienen 1919 Tipo 12 und Tipo 15.
Im Museo Nicolis in Villafranca di Verona ist ein erhaltenes Fahrzeug als Tipo S 2 von 1915 bezeichnet. Es hat eine viersitzige Karosserie als Tourenwagen, aber den kleinen Motor. Das Fahrzeug ist 370 cm lang, 152 cm breit und 185 cm hoch.